# CA-07
La Carretera Centroamericana 07 (CA-07), conocida también como la Tercera Carretera, es una de las principales vías terrestres de América Central, que forma parte de la Red Vial Centroamericana. Esta ruta, considerada vital para la integración regional, atraviesa los países de El Salvador y Honduras.

## Extensión
Con una longitud de 193 kilómetros, la CA-07 es reconocida por su variado paisaje, que incluye cadenas montañosas, llanuras agrícolas, áreas urbanas y regiones selváticas. A pesar de su importancia, su estado de conservación y modernización varía significativamente según el país.

## Carretera Centroamericana 7
La Carretera Centroamericana 7 (CA-7) es una vía terrestre localizada en El Salvador, que forma parte del sistema de la Red Vial Centroamericana. Su trazado conecta el área metropolitana de San Salvador con la región occidental del país, facilitando el tránsito interno y la conexión hacia la Carretera Centroamericana 1 (CA-1) y otras rutas nacionales. Aunque su uso es principalmente interno, su denominación como ruta centroamericana responde a su papel dentro del sistema vial regional.

## El Salvador
En El Salvador, la CA-7 comienza en la ciudad de San Salvador, capital del país, y se dirige hacia el oeste. Atraviesa áreas suburbanas e industriales como San Juan Opico y Ciudad Arce, hasta llegar a Santa Ana, una de las principales ciudades del occidente salvadoreño. Esta vía es fundamental para el tránsito interdepartamental, y sirve como ruta de acceso alternativo hacia la CA-1 y el paso fronterizo de Las Chinamas con Guatemala.
La carretera está completamente pavimentada, y en varios tramos cuenta con doble carril. Su tránsito es principalmente de vehículos livianos, transporte de pasajeros y distribución comercial entre la capital y las zonas del occidente salvadoreño.

## Importancia
La CA-7 tiene un rol complementario dentro del sistema vial salvadoreño. Su conexión entre el centro político del país (San Salvador) y el occidente productivo (Santa Ana) permite una mejor distribución de mercancías, movilidad de la población y acceso a servicios básicos. También funciona como vía de enlace hacia otras rutas que conducen a Ahuachapán y la frontera con Guatemala.